# Robert E. Grady
Robert "Bob" E. Grady, född 1957 i Livingston, New Jersey, är en amerikansk affärsman, investerare och direktör vid bland annat investmentbolaget Gryphon Investors.
Mellan åren 1993 och 2002 var han direktör vid Carlyle Group. Som affärsman och investerare har Grady även publicerat ett flertal artiklar i tidningar som Wall Street Journal, Time, Washington Post, Los Angeles Times och San Francisco Chronicle. Grady beskrivs i Jeffrey Birnbaums The Money Men som en "mycket framgångsrik" investerare.
Grady arbetade som talskrivare och rådgivare åt republikanen George H.W. Bush under presidentvalet i USA 1988. Därefter arbetade han vid USA:s energidepartement under Bushs presidenttid (1989–1993). Grady har även varit nära rådgivare till New Jerseys guvernör Chris Christie. Grady diskuteras som en potentiell kandidat till att bli energiminister alternativt inrikesminister i USA:s nästa president Donald Trumps kommande kabinett.